# Bersabe Alexandrovna Grigoryan
Bersabe Alexandrovna Grigoryan, född 1916, död 2004, var en sovjet-armenisk och politiker (kommunist). 
Hon var Sekreterare i centralkommittén för Armeniens kommunistiska parti 1950-1953. 